# Đông Liêu (nước)
Đông Liêu (giản thể: 东辽; phồn thể: 東遼; 1213-1269) là chính quyền quân chủ do người Khiết Đan thành lập ở Đông Bắc Trung Quốc ngày nay vào thời Kim Tuyên Tông.

## Kiến quốc
Năm 1212, tông thất nhà Liêu là Gia Luật Lưu Ca, Gia Luật Gia khởi quân biến loạn tại Long An (nay là Nông An, Cát Lâm) và Hàn Châu (nay là Lê Thụ, Cát Lâm), tập hợp được quân số lên tới vạn người. Được sự che chở của đế quốc Mông Cổ và kình địch chống nhà Kim. Kim cho phái Hoàn Nhan Hồ Sa, Bồ Tiên Vạn Nô thảo phạt Gia Luật Lưu Ca. Gia Luật Lưu Ca hướng Mông Cổ mong cứu viện, với sự chi viện của quân Mông Cổ, Gia Luật Lưu Ca tại đã phá tan quân Kim Địch Cát Não Nhi (nay là Xương Đồ, Liêu Ninh).
Tháng 3 năm 1213, Gia Luật Lưu Ca xưng vương, định quốc hiệu là "Liêu", đặt niên hiệu là "Nguyên Thống", về sau gọi là chính quyền Đông Liêu. Gia Luật Lưu Ca phong cho Diêu Lý thị là hoàng hậu, em trai là Gia Luật Tư Bất là quận vương; phong cho Pha Sa, Tăng Gia Nô, Gia Luật Đích, Lý Gia Nô làm thừa tướng, nguyên soái, thượng thư, thiết lập thể chế quốc gia. Năm 1214, nhà Kim lại phái Bồ Tiên Vạn Nô xuất quân đánh Đông Liêu, quân Đông Liêu phá tan quân Bồ Tiên Vạn Nô tại huyện Quy Nhân (nay là Xương Đồ, Liêu Ninh), Gia Luật Lưu Ca chiếm cứ các châu quận tại Liêu Đông, định đô tại Hàm Bình (nay là Khai Nguyên, Liêu Ninh), xưng là Trung Kinh.

## Tình trạng trong nước
Hệ thống trong nước của Đông Liêu thiếu các tư liệu ghi chép, đa số là không rõ ràng. Năm 1213, khi lập quốc đã xuất hiện các chức danh hoàng hậu, quận vương, thừa tướng, nguyên soái, thượng thư, được đặt giả thuyết là mô phỏng theo hệ thống triều đình nhà Kim song điều này chỉ là suy đoán.

## Đối lập Hậu Liêu
Năm 1215, Gia Luật Lưu Ca công chiếm Đông Kinh của nhà Kim (nay là Liêu Dương), ngay sau đó mọi người khuyên Lưu Ca xưng đế song ông cự tuyệt. Gia Luật Lưu Ca tìm đến nương nhờ Thành Cát Tư Hãn, được Thành Cát Tư Hãn phong làm Liêu Vương. Thành Cát Tư Hãn bất mãn trước việc phó thủ của Gia Luật Lưu Ca là Khả Đặc Ca lấy thê thiếp của Bồ Tiên Vạn Nô, hướng Khả Đặc Ca hỏi tội, Gia Luật Bất Đẳng tuyên bố Lưu Ca đã chết, cử binh bội phản. Năm 1216, Gia Luật Tư Bất xưng đế tại Trừng Châu (nay là Hải Thành, Liêu Ninh), lấy quốc hiệu là Liêu, sử gọi là Hậu Liêu.

## Chính quyền về sau
Năm 1218, Gia Luật Lưu Ca với sự trợ giúp của đế quốc Mông Cổ và vua Cao Ly đã tiến đánh Hậu Liêu. Mùa xuân năm 1219, vua Hậu Liêu là Gia Luật Hảm Xá bại trận tự sát, Hậu Liêu diệt vong. Gia Luật Lưu Ca khôi phục lại đất cũ. Năm 1220, Gia Luật Lưu Ca mất, vợ là Diêu Lý thị thống trị Liêu Đông. Chính quyền Đông Liêu tồn tại đến năm 1233, do Đông Hạ của Bồ Tiên Vạn Nô diệt vong, nên bị chính quyền Mông Cổ bãi bỏ. Tuy nhiên, các hậu duệ của Gia Luật Lưu Ca được đế quốc Mông Cổ cho làm quan địa phương thế tập ở Đông Bắc.

## Quốc vương
| Tên                  | Niên hiệu    | Thời gian tại vị |
| -------------------- | ------------ | ---------------- |
| Gia Luật Lưu Ca      | Nguyên Thống | 1213-1220        |
| Diêu Lý Thị          |              | 1220-1226        |
| Gia Luật Tiết Đồ     |              | 1226-1238        |
| Gia Luật Thu Quốc Nô |              | 1238-1259        |
| Gia Luật Cổ Nãi      |              | 1259-1269        |